# Jacek Koman
Jacek Koman (ur. 15 sierpnia 1956 w Bielsku-Białej) – polsko-australijski aktor filmowy, telewizyjny i teatralny, wokalista i tancerz, powszechnie znany z roli narkoleptycznego Argentyńczyka w musicalu Moulin Rouge!.

## Życiorys

### Wczesne lata
Urodził się i wychował w Bielsku-Białej, w rodzinie rzymskokatolickiej jako syn aktorów Haliny Koman-Dobrowolskiej (1923–2014) i Adama Komana (1922–2005), którzy byli w tym czasie aktorami Teatru Polskiego w Bielsku-Białej. Ukończył IV Liceum Ogólnokształcące im. Emilii Sczanieckiej w Łodzi. W 1978 obronił dyplom na Wydziale Aktorskim Państwowej Wyższej Szkoły Filmowej, Telewizyjnej i Teatralnej im. Leona Schillera w Łodzi, gdzie studiował na roku m.in. z Małgorzatą Potocką, Hanną Mikuć, Piotrem Skibą, Andrzejem Szczytką i Mariuszem Wojciechowskim.

### Początki kariery
W latach 1978–1980 był związany z Teatrem Polskim w Bielsku-Białej oraz Teatrem im. Adama Mickiewicza w Cieszynie, gdzie 21 października 1978 zadebiutował jako Lizander w Śnie nocy letniej Williama Szekspira w reżyserii Andrzeja Markowicza. W 1979 zadebiutował większą rolą Sławka Tietza w filmie telewizyjnym Juliusza Machulskiego Bezpośrednie połączenie.

### Kariera międzynarodowa
W 1981 roku wyjechał do Austrii, gdzie spędził 8 miesięcy. Następnie ze swoim bratem Tomkiem wyemigrował na stałe do Australii. Początkowo mieszkał w Perth, gdzie wraz z Krzysztofem Kaczmarkiem współtworzył grupę teatralną „Zart” i występował w teatrach: The New Dolphin Theatre i The Playhouse Theatre.
W 1992 grał Jacques’a w komedii szekspirowskiej Jak wam się podoba. Wcielił się z powodzeniem w rolę tytułowego Pabla Picassa w komedii Steve’a Martina Picasso at the Lapin Agile i Tartuffe’a komedii Moliera Tartuffe.
W 1994 za kreację Roya M. Cohna w spektaklu Tony’ego Kushnera Anioły w Ameryce w reżyserii Neila Armfielda zdobył zarówno nagrodę Victorian Green Room w 1993 dla „Najlepszego aktora w roli drugoplanowej”, jak i nagrodę Age Performing Arts w 1994 w kategorii „Najlepsza rola dramatyczna”.
Po jakimś czasie przeprowadził się do Melbourne, gdzie przez kilka lat grał w Anthill Theatre. Był też związany z Belvoir St Theatre w Sydney, gdzie wystąpił w przedstawieniu Bertolta Brechta Kaukaskie koło kredowe w roli Azdaca, szekspirowskiej tragedii Hamlet (1994) jako Klaudiusz, komedii Pierre’a Beaumarchais’go Wesele Figara (2000) jako Figaro i Makbecie (2003) w tytułowej roli. Występował też w Sydney Theatre Company.
W 1988 pojawił się jako Emil Zatopek w biograficznym dramacie historycznym ABC Mila w cztery minuty (The Four Mile Minute) z udziałem Michaela Yorka o wyścigu i rywalizacji pomiędzy Rogerem Bannisterem a Johnem Landym. Od tego czasu wystąpił w filmach i serialach amerykańskich, brytyjskich i australijskich, w tym Moulin Rouge! (2001) z Nicole Kidman i Ewanem McGregorem, futurystycznym dramacie Ludzkie dzieci (2006) z Michaelem Caine’em, Clive’em Owenem i Julianne Moore czy kontrowersyjnym dramacie wojennym Edwarda Zwicka Opór (2008) z Danielem Craigiem.
W 2011 był nominowany do nagrody Australian Academy of Cinema and Television Arts dla najlepszego aktora drugoplanowego w serialu dramatycznym za rolę w serialu Spirited.
Od 2004 został wokalistą australijskiego zespołu VulgarGrad. Formacja prezentuje pieśni rosyjskiego światka przestępczego – zwane „blatnyje piesni” (Pieśni Niepokornych) albo „blatniak”, rodem z punkrocka okresu pieriestrojki i „kryminalnego brzmienia” z ulic współczesnego Petersburga. Jeden z krytyków tak podsumował brzmienie grupy: Brzmi to jak Édith Piaf wychowana w jednym z moskiewskich burdeli, po kilku lekcjach śpiewu u Toma Waitsa i ściskająca w ręku nóż sprężynowy!. W 2012 zespół wystąpił na 33. Przeglądzie Piosenki Aktorskiej we Wrocławiu.
W 2014 wystąpił na deskach Teatru Studio Buffo w programie Cohen – Nohavica w reżyserii Mariana Opani.

## Życie prywatne
Związany jest z australijską aktorką Catherine McClements, z którą ma dwoje dzieci, córkę Clementine Coco (ur. w lipcu 2001) i syna Quincy’ego (ur. 2007).

## Filmografia
- 1979: Bezpośrednie połączenie (film telewizyjny), jako Sławek Tietz
- 1988: The Four Minute Mile (film telewizyjny), jako Emil Zátopek
- 1989: Darlings of the Gods (film telewizyjny), jako członek towarzystwa
- 1990: Wakacje nad rzeką Yarra, jako mechanik
- 1991: Hunting, jako służący Bergmana
- 1992: Redheads, jako prawnik
- 1993: Snowy (epizody w serialu telewizyjnym), jako Jenda
- 1993: Phoenix (w jednym odcinku), jako steward
- 1994: Lucky Break, jako detektyw Jurij Borodinoff
- 1995: What I Have Written, jako Jeremy Fliszar
- 1996: Twisted Tales (w jednym odcinku), jako taksówkarz
- 1997: Babies (miniserial telewizyjny), jako Ryko
- 1997: Dzięki Bogu spotkał Lizzie (Thank God He Met Lizzie), jako Raoul
- 1998: Oklaski jednej dłoni (The Sound of One Hand Clapping), jako Picotti
- 1998: Wildside (jeden odcinek), jako Barry Lipiński
- 1998: Auf der Suche nach der Schatzinsel (serial telewizyjny), jako Don Grego
- 2001: Moulin Rouge!, jako narkoleptyczny Argentyńczyk
- 2002: The Secret Life of Us (13 odcinków serialu), jako Dominic
- 2003: Floodhouse, jako Anselm
- 2003: Horseplay, jako Roman
- 2003: Stingers (jeden odcinek serialu telewizyjnego), jako Daniel Tedesco
- 2003: MDA (jeden odcinek serialu telewizyjnego), jako dr Mikhail Varonio
- 2005: The Incredible Journey of Mary Bryant lub Mary Bryant (miniserial telewizyjny), jako Wanjon
- 2005: Dożywocie (film telewizyjny), jako Franco Cardamone
- 2006: Ludzkie dzieci, jako Tomasz
- 2006: HG Wells: War with the World (film telewizyjny), jako Maksim Gorki
- 2006: Tripping Over (sześć odcinków serialu), jako Magnus
- 2006: Tsunami: The Aftermath, jako Peer
- 2007: Mój ojciec i ja, jako Vacek
- 2008: Australia, jako Ivan
- 2008: Opór, jako Kościk
- 2008: Kochaj i tańcz, jako ojciec Hani (Jan Kettler)
- 2009: Gliniarze z Melbourne, jako Anton Buczek
- 2010: Kołysanka, jako listonosz
- 2010: Usta usta, jako Paweł Śliwiński
- 2010: Ratownicy, jako Piotr Rojek
- 2012: Zagadki kryminalne panny Fisher, jako Mr Merton
- 2012: Lekarze, jako Leon Jasiński
- 2012: Ghost Rider 2, jako Terrokov
- 2012: Hotel 52, jako Wiktor Prus
- 2013: Tajemnice Laketop (miniserial TV), jako Wolfgang Zanic
- 2014: Lekarze nocą, jako Leon Jasiński (odcinki 3, 6)
- 2014: Son of a Gun(inne języki), jako Sam
- 2014: Ziarno prawdy, jako kanonik
- 2015: Disco polo, jako „Katiusza”
- 2015: Prokurator, jako prokurator Kazimierz Proch
- 2017: Jungle, jako „Ojciec Yossiego”
- 2018–2021: Chyłka, jako Harry McVay
- 2018: Krew Boga, jako Geowold
- 2018: Tidelands, jako Gregori Stolin
- 2019: Ikar. Legenda Mietka Kosza, jako Stanisław Kosz, ojciec Mietka
- 2020: W głębi lasu, jako Dawid Goldsztajn
- 2020: Mały zgon, jako Stanisław
- 2021: Receptura, jako Jan Wedel[21]
- 2022: Niebezpieczni dżentelmeni, jako Włodzimierz Lenin
- 2022: Dzisiaj śpisz ze mną, jako ojciec Niny
- 2023: Operacja Soulcatcher, jako minister Jan Zaremba
- 2023: Belfer, jako Bogdan Zawadzki, ojciec Pawła
- 2024: Konklawe, jako arcybiskup Woźniak
- 2025: Scheda, jako Jan Mróz[22]
- 2025: 100 dni do matury[23][24], jako dziadek Antoni